# دستور أيرلندا
دستور أيرلندا هو القانون الأساسي لدولة أيرلندا. يؤكد الدستور على السيادة الوطنية للشعب الأيرلندي ويقع عمومًا ضمن تقليد الديمقراطية الليبرالية باعتباره مرتكزًا على نظامٍ ديمقراطي تمثيلي. يكفل الدستور عددًا من الحقوق الأساسية إلى جانب ضمانه لرئيس غير تنفيذي منتخب بالتصويت الشعبي وبرلمان مؤلف من مجلسين بالإضافة إلى صون مبدأي فصل السلطات والمراجعة القضائية.
يعد هذا الدستور ثاني دستور للدولة الأيرلندية منذ استقلال البلاد بعدما حل محل دستور الدولة الأيرلندية الحرة العائد لعام 1922. ودخل حيز التنفيذ بتاريخ 29 ديسمبر عام 1937 في أعقاب الاستفتاء الوطني الذي عقد يوم 1 يوليو عام 1937. يمكن تعديل الدستور حصرًا من خلال إجراء استفتاء وطني. يعد الدستور الأيرلندي أطول دستور جمهوري يسري العمل به بصورةٍ متواصلة على مستوى الاتحاد الأوروبي.

## خلفية
حل دستور أيرلندا محل دستور الدولة الأيرلندية الحرة الذي كان ساري المفعول منذ استقلال البلاد بتاريخ 6 ديسمبر عام 1922 حين كانت ما تزال دومينيونًا تابعًا للمملكة المتحدة تحت مسمى الدولة الأيرلندية الحرة. كان هناك دافعان أفضيا إلى استبدال الدستور في عام 1937. أولهما أن نظام وستمنستر الأساسي لسنة 1931 منح ستة دومينيونات بريطانية (تعرف الآن باسم نطاقات الكومنولث) الحق في الحكم البرلماني الذاتي ضمن عالم الكومنولث البريطاني. أدى هذا فعليًا إلى جعل هذه الدومينيونات دولًا مستقلة تتمتع بسيادتها الخاصة. ارتبط دستور الدولة الأيرلندية الحرة الصادر سنة 1922 بنظر العديدين بالمعاهدة الإنجليزية الأيرلندية المثيرة للجدل. بلغت ممانعة الفصيل المعارض للمعاهدة من الشدة أن لجؤوا في بادئ الأمر إلى حمل السلاح وظلوا على موقفهم المعادي لمؤسسات الدولة الأيرلندية الحرة للحد الذي جعلهم يتخذون في بادئ الأمر موقفًا ممتنعًا تجاهها وقاطعوها كليًا. بيد أن العنصر الأكبر من هذا الفصيل أصبح مقتنعًا بعدم القدرة على الاستمرار في سياسة الامتناع إلى الأبد. شكل هذا العنصر بقيادة إيمون دي فاليرا حزب فيانا فايل في عام 1926. دخل الحزب الحكومة عقب الانتخابات العامة لسنة 1932.
حلت عدد من القوانين الصادرة عن أويرياشتاس الدولة الأيرلندية الحرة بعضًا من مواد الدستور الأصلي التي اقتضتها المعاهدة الإنجليزية الأيرلندية، وذلك بموجب ما نصت عليه أحكام نظام وستمنستر الأساسي بعد عام 1932. أزالت هذه التعديلات أي ذكر ليمين الولاء واللجنة القضائية التابعة للمجلس الخاص البريطاني والتاج البريطاني والحاكم العام. سرعان ما استُعمل التنازل المفاجئ لإدوارد الثامن عن العرش في شهر ديسمبر من عام 1936 من أجل إعادة تعريف علاقة البلاد بالعاهل. ومع ذلك ظلت حكومة حزب فيانا فايل راغبةً في استبدال الوثيقة الدستورية التي اعتبروا أن الحكومة البريطانية فرضتها على أيرلندا في عام 1922.
كان الدافع الثاني من أجل استبدال الدستور الأصلي رمزيًا بصورةٍ بحتة. إذ أراد دي فاليرا وضع ختمٍ أيرلندي على مؤسسات الحكومة وفضّل القيام بذلك تحديدًا من خلال استعمال تسميات مكتوبة باللغة الأيرلندية.

### عملية وضع المسودة
أشرف دي فاليرا شخصيًا على صياغة الدستور. يعود فضل وضع المسودة الأولية إلى المستشار القانوني لوزارة الشؤون الخارجية جون هيرن، في حين تولت مجموعة برئاسة الموظف في وزارة التعليم الأيرلندية مايكل أوغريوبهثا (بمساعدة ريشتارد أوفوغلودها) ترجمة عدد من المسودات إلى اللغة الأيرلندية. شغل دي فاليرا منصب وزير الشؤون الخارجية في حكومته ولذلك لجأ إلى تكليف المستشار القانوني الخاص بالوزارة الذي كان قد عمل معه عن قرب في وقتٍ سابق بدلًا من النائب العام أو أحد العاملين في دائرة رئيس المجلس التنفيذي. كذلك حصل دي فاليرا على تعقيبات عديدة من رئيس كلية بلاكروك جون تشارلز مكويد في ما يخص الشؤون الدينية والتعليمية والعائلية وشؤون الرفاه الاجتماعي. أضحى مكويد لاحقًا رئيسًا لأساقفة دبلن في عام 1940. كان كل من رئيس الأساقفة إدوارد بيرن (الكنيسة الرومانية الكاثوليكية) ورئيس الأساقفة جون غريغ (كنيسة أيرلندا) وويليام ماسي (الميثوديين) وجيمس إروين (المشيخيين) من بين الزعماء الدينيين الآخرين الذين أخِذت مشورتهم.
هنالك عدد من الحالات يتعارض فيها نص الدستور بالإنجليزية مع النص المقابل له بالأيرلندية وهو ما يخلق معضلةً محتملة يحلها الدستور من خلال تفضيل النص الأيرلندي رغم شيوع استعمال الإنجليزية بصورة أكبر في النطاق الرسمي.
قدم رئيس دائرة العلاقات الخارجية جوزيف بّي. والش مسودة الدستور للفاتيكان شخصيًا في مناسبتين من أجل مراجعتها والتعقيب عليها. صرح وزير خارجية الفاتيكان الكاردينال يوجينيو باتشيلي (البابا المستقبلي بيوس الثاني عشر) حول آخر نسخة معدلة من مسودة الدستور قبل طرحها على الدويل أيرن وتقديمها في استفتاءٍ عام للناخبين الأيرلنديين بقوله: «نحن لا نوافق عليها ولا نرفضها. لقد قررنا التزام الصمت». كانت درجة الاحترام التي أبدتها الكنيسة الكاثوليكية تجاه فصيل دي فاليرا الجمهوري المدان سابقًا والذي ذاع صيته باعتباره الجناح السياسي «شبه الدستوري» للقوى «غير النظامية» المعارضة للمعاهدة الإنجليزية الأيرلندية بمثابة المقابل الممنوح لهذا الانغماس في مصالح الكنيسة في أيرلندا.
جعل فقهاء القانون الكاثوليك من تحاشي وقوع صراع الطبقي هدفًا لهم، وجاء ذلك ترفقًا مع ظهور حملات وإضرابات عدة نتيجة الاستقطاب الاجتماعي الحاصل خلال الكساد الكبير. نظر التيشخ (رئيس الوزراء) إيمون دي فاليرا ومستشاروه الإكليروسيون من أمثال جون تشارلز مكويد في فكرة إضافة أحكام دستورية من شأنها دمج إعادة توزيع الأراضي وتنظيم نظام الائتمان وحقوق الرفاه. بيد أن دي فاليرا أعاد كتابة هذه الإضافات في أواخر عملية صياغتها جاعلًا من هذه الحقوق الاجتماعية والاقتصادية «مبادئ توجيهية» غير ملزمة بعدما كانت قوية في بادئ الأمر، وذلك من أجل تلبية تفضيلات وزارة المالية لالتزام الحد الأدنى من الإنفاق الحكومي. حافظت الصياغة النهائية من الدستور على علاقات الدولة مع المملكة المتحدة في مجال العملات وتجارة الماشية وذلك تماشيًا مع مصالح المصارف وقطاع الرعي الأيرلندي.

### الاعتماد
وافق مجلس الدويل أيرن على نص مسودة الدستور بعد إضافة تعديلات طفيفة عليه بتاريخ 14 يونيو (غدا الدويل أيرن حينها المجلس الوحيد للبرلمان بعد أن ألغي مجلس الشاند أيرن في العام السابق).
طُرح مشروع الدستور بعدها للاستفتاء العام يوم 1 يوليو عام 1937 (في نفس اليوم الذي أجريت فيه الانتخابات العامة لسنة 1937) وأقر رسميًا بعد موافقة غالبية الأصوات عليه. إذ صوت 56% من المقترعين لصالحه وهو ما يشكل نسبة 38.6% من مجموع الناخبين الكلي. دخل الدستور حيز التنفيذ رسميًا بتاريخ 29 ديسمبر عام 1937. أصدر وزير البريد والتلغراف طابعين تذكاريين في ذلك التاريخ احتفالًا بهذه المناسبة.
كان الاتحاديون وأنصار حزب الفاين غايل وحزب العمال فضلًا عن بعض المستقلين والنسويين من بين المجموعات التي عارضت الدستور. كان نص السؤال المطروح على الناخبين ببساطة يقول «هل توافق على مشروع الدستور الموضوع في هذا الاستفتاء العام؟».

## الاستجابة
وصفت صحيفة آيرش إندبندنت مسودة الدستور الجديد بكونها أحد «أسمى التكريمات التي قدمها دي فاليرا لأسلافه». انتقدت صحيفة آيرش تايمز تأكيد الدستور على المطالبة الإقليمية بأيرلندا الشمالية وغياب أي إشارة إلى الكومنولث البريطاني في النص. كان من جملة الانتقادات التي وجهتها صحيفة ديلي تلغراف التي تتخذ من لندن مقرًا لها هو الوضع الخاص الممنوح لكنيسة روما بموجب الدستور الجديد. خلصت صحيفة الصنداي تايمز إلى أن ذلك من شأنه أن يساعد فقط على «إدامة الانقسام» بين دبلن وبلفاست. خلصت صحيفة آيرش كاثوليك إلى أن الدستور كان «وثيقة نبيلة منسجمة مع التعاليم البابوية».